# Johannes Knoblauch
Johannes Knoblauch (Halle an der Saale, 27 de agosto de 1855 — Berlim, 22 de julho de 1915) foi um matemático alemão.
Foi palestrante convidado do Congresso Internacional de Matemáticos em Heidelberg (1904: Grundformeln der Theorie der Strahlensysteme).

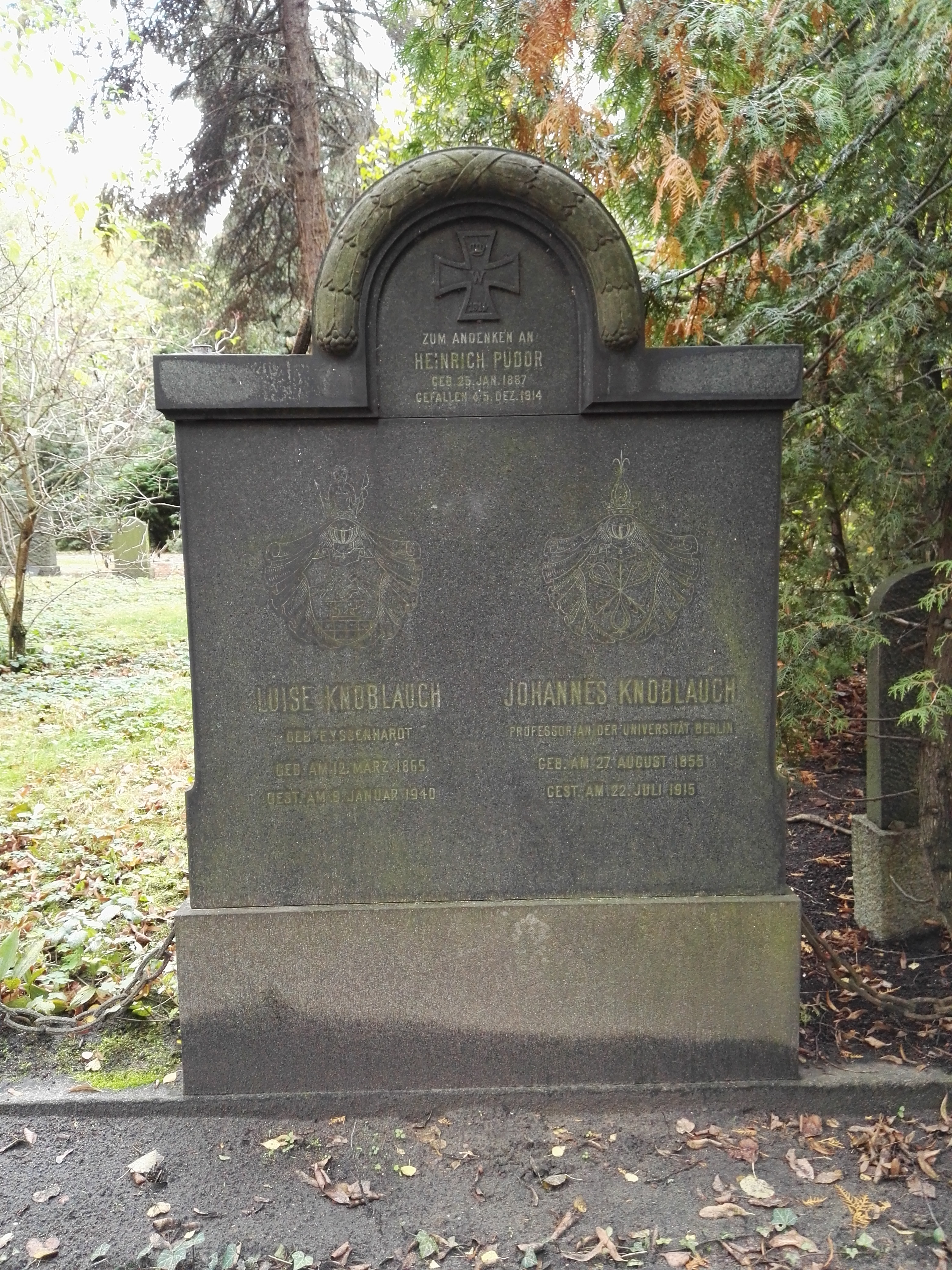
Sepultura

Está sepultado no St.-Marien- und St.-Nikolai-Friedhof I.

## Obras
- Theorie der algebraischen Curven und Flächen höherer Ordnung. 1885
- Einleitung in die allgemeine Theorie der krummen Flächen. 1888
- Grundlagen der Differentialgeometrie.
- Ueber Biegungscovarianten. 1892
- com Weierstrass, Hettner Rothe: Mathematische Werke.
- com Weierstrass, Hettner Rothe: Vorlesungen über die Theorie der Elliptischen Functionen.
- Vorlesungen über die Theorie der Elliptischen Functionen.
- Die Biegungs-Invarianten und Kovarianten von gegebener Ordnung. 1906
- Ein Bildnis Leonhard Eulers in Privatbesitz. 1911
- Die Differentialgleichung der Flächen mit isometrischen Krümmungslinien. 1912